# Vlasta Fabianová
Vlasta Fabianová (29. června 1912 Lvov, Rakousko-Uhersko, později Ukrajina – 26. června 1991 Praha), byla česká herečka.

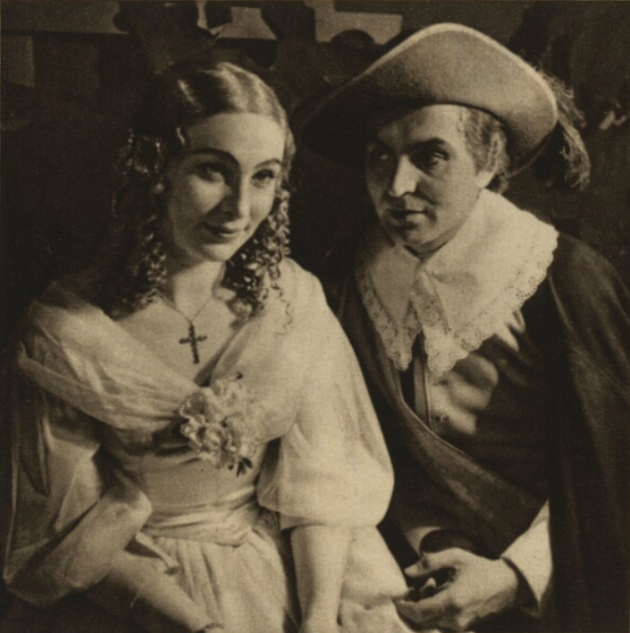
Vlasta Fabianová a Gustav Nezval (Brno, 1939)

## Život
Narodila se ve Lvově v rodině prokuristy místní filiálky Ústřední banky českých spořitelen. Do Prahy se přestěhovala s matkou v roce 1914, otec se za nimi vrátil z první světové války v roce 1917. Absolvovala dramatické oddělení pražské konzervatoře (1928–1932), krátce působila ve Švandově divadle a žižkovském divadle Akropolis. V letech 1932–1941 působila ve Státním divadle v Brně, odkud byla k 1. srpnu 1941 angažována jako členka činohry Národního divadla v Praze. Zde působila pod vedením řady režisérů (Karel Dostal, Antonín Dvořák, Jiří Frejka, Jindřich Honzl, Otomar Krejča, Miroslav Macháček, Jaromír Pleskot, Alfréd Radok, František Salzer) až do nuceného odchodu do důchodu v roce 1977.
Byla herečkou aristokratického zjevu se sametovým podmanivým hlasem a vytříbenou řečovou kulturou. Poměrně brzy začala vyučovat adepty herectví, nejdříve na Pražské konzervatoři (1947), poté na pražské DAMU, kde byla roku 1964 jmenována docentkou a později profesorkou. Byla i vyhledávanou recitátorkou, pro své hlasové přednosti často pracovala v rozhlase a v dabingu. Hrála rovněž v televizních inscenacích a ve filmu.
Jejím manželem byl rozhlasový režisér Josef Bezdíček (1900–1962), po jeho smrti se provdala v roce 1971 za herce Národního divadla Bohuše Záhorského (1906–1980).
Její sestřenicí byla scénografka a výtvarnice Věra Fridrichová (1919–1978), strýc Miroslav Fridrich (1884–1964) byl skladatel a výtvarník. Děd František Fridrich (1856–1933) byl kapelník a skladatel vojenské hudby a obstaral první úpravu státní hymny.
Je pochována na Vyšehradském hřbitově v Praze v hrobě označovaném jako „Pomník českým hercům“, který byl odhalen v roce 1999 a je ve společné péči Herecké asociace a Nadace Život umělce.

## Citát
Na vaše hodiny jsme se vždycky těšili jak malí. Děláme rovnítko mezi to, co nám dala škola a co jste nám dala vy. Především svým osobním příkladem, příkladem svého herectví. Často vzpomínáme, jak jste se štvala z divadla do školy a zase zpátky, jak jste nám nosila rekvizity, holkám jste půjčovala šaty. A ty vaše bramborové saláty – to byla jedna báseň! Kolik jen jsme jich snědli! 
Viktor Preiss

## Filmografie
- 1940 Pohádka máje – Ríšova bytná
- 1940 Druhá směna – Marie Gregorová
- 1941 Rukavička – paní Zejdová
- 1943 Tanečnice – Marie Luisa
- 1945 Prstýnek – kněžna Andresová (významná role)
- 1945 Bludná pouť (nedokončený film) – Eva Daubnerová
- 1946 Housle a sen – Anna Zásmucká
- 1947 Znamení kotvy – Černá Fanka
- 1947 Křižovatka (nedokončený film) – Kristina Prokopová
- 1948 Krakatit – dívka se závojem a členka teroristické organizace
- 1949 Revoluční rok 1848 – Božena Němcová
- 1949 Červená ještěrka – Erna
- 1952 Velké dobrodružství – Ellen
- 1953 Nástup – Dejmková
- 1953 Jestřáb kontra Hrdlička – Hrdličková
- 1955 Anděl na horách – Matoušková
- 1958 Morálka paní Dulské – Juljaševičová
- 1958 Páté kolo u vozu – Janurová
- 1960 Srpnová neděle – Mixová
- 1961 Vlasta Fabiánová (dokumentární film)
- 1966 Fantom Morrisvillu – Arabella
- 1977 Setkání v červenci – Edova matka
- 1978 Báječní muži s klikou – Emilie Kolářová-Mladá
- 1979 Koncert na konci léta – hraběnka Eleonora
- 1982 Sůl nad zlato – pěstounka
- 1983 A csoda vége – Kamilla
- 1984 Barrandovské nokturno aneb Jak film zpíval a tančil – host
- 1986 Velká filmová loupež – host

## Televizní hry
- 1957 Starý bručoun – Marcolina
- 1958 Mračno – Kateřina
- 1959 Radúz a Mahulena – Runa
- 1961 Jobova noc – recitace
- 1963 Romance štědrovečerní
- 1964 Nápadníci trůnu – Ragenhild
- 1964 Fiorenza
- 1965 Samota – Helena Tolarová
- 1967 Malá Dorritka – Klenamová
- 1967 Psí pohádka – babička
- 1969 Popel – matka
- 1969 Kdo zachrání hořící les
- 1970 Klára a Angelika – Klára
- 1971 Zločin na Zlenicích hradě – Blažena
- 1971 Lidé na křižovatce – Vítová
- 1971 Kriminální tango – Kingseppová
- 1973 Tichý svědek – Eliška Zavřelová
- 1973 Pohádky malé harfy – průvodce pohádek
- 1974 Princ Chocholouš – chůva
- 1974 Lekce z přítomnosti – učitelka Tomanová
- 1974 Tribun lidu – tchyně
- 1974 Svět vody – matka
- 1975 Vlivná osoba – Lilian
- 1975 Ať hodí kamenem – vychovatelka Kačenka
- 1976 Dítě (Bakaláři 1976) – matka učitelky
- 1976 Petřička – služka Adéla
- 1976 Úschovna klíčů – průvodce seriálu
- 1976 Holka modrooká – babička
- 1976 Podzemí svobody – komturka da Tore
- 1977 Tetinka – Nováková
- 1977 Kremelský orloj – Anna
- 1977 Smuteční hudba za padlé hrdiny – Rejchova matka
- 1978 Zákony pohybu (TV seriál – 1., 4. a 6. díl) – Hájkova matka
- 1978 Zip (Bakaláři 1978) – matka
- 1979 Pastýřská pohádka – Stařena
- 1980 Odpolední návštěva – matka Rut
- 1980 Jak namalovat ptáčka – profesorka hudby
- 1981 Královna bludiček – teta Ambrozů
- 1981 Dějiny jednoho dne – Malá, bytná
- 1981 Hastrmani – babka Kalnáčová
- 1981 Na konci je začátek – Kamila
- 1982 Má dáti, dal – bytná
- 1982 Kočičí hra – Gizela
- 1983 Zuzana Vojířová (TV opera) – babička
- 1983 Hrdinové okamžiku – Marie Ryšavá
- 1983 Modrý telefon – herečka
- 1984 Budulínek-Mandelinka – babička
- 1985 Kdo zachrání kovboje – paní Doylová
- 1986 Prstýnek bez kamínku – babička
- 1987 Znění zlatého zvonku – Věštkyně
- 1987 Polom v bezvětří (TV seriál – 3. díl) – matka Valentíkova
- 1987 V kleštích – teta Olga
- 1987 Paví pírko – kmotřička
- 1989 Dobrodružství kriminalistiky (TV seriál – epizoda Rekonstrukce) – Eleonora Rawlinsonová

## Vybrané divadelní role
- 1931 Josef Masopust: Právo první noci, role Berta ze Statgen, Divadlo Na Slupi, režie Jaroslav Pleva
- 1931 A. Jirásek: Vojnarka, role Bětka, děvečka u Vojnarové, Divadlo Na Slupi, režie Josef Barek
- 1931 A. Jirásek: Pan Johanes, role: Princezna Kačenka, Divadlo Na Slupi, režie František Smažík
- 1931 E. A. Hruška: Z desatera, role Paní, Divadlo Na Slupi, režie Josef Barek
- 1931 Quido Maria Vyskočil: Třináctý, role OLga, dcera vynálezce Hojdara, Divadlo Na Slupi, režie Josef Barek
- 1931 Josef Drozd, Honza pánem: role Víla-štěstí, Divadlo Na Slupi, režie Franta Smažík
- 1931 Otakar Šeller: Kašpárkovo zmoudření, role Česká pohádka, Divadlo Na Slupi, režie Franta Smažík
- 1932 V. Baldassari-Plumlovská: Libuše a Přemysl, role Libuše, Divadlo Na Slupi, režie Franta Smažík
- 1932 František Cimler: Matka Kráčmerka, role : ? ( Vlasta Fabianová uvedena v ostatních rolích), Divadlo Na Slupi, režie Jindřich Král
- 1932 O'Connor: Dolly dobrodružka, role: Dolly, Švandovo divadlo
- 1932 G. M. Sierra, H. Maurer: Julie si koupí dítě, Julie, ND, režie  Milan Svoboda
- 1932 O. Werner: Právo na hřích, Jaja, ND, režie  M. Svoboda
- 1933 Jaroslav Vrchlický: Soud lásky, Brianda z Luny, Národní divadlo, režie  Karel Hugo Hilar
- 1933 William Shakespeare: Večer tříkrálový, Viola, Zemské divadlo v Brně, režie  Jaroslav Kvapil
- 1933 Ivo Vojnovič: Smrt matky Jugovićů, Andélija, Zemské divadlo v Brně
- 1933 P. Géraldy: Kristýna, Kristýna, Zemské divadlo v Brně
- 1934 I. Vojnovič: Smrt matky Jugovićů, Dívka Kosovka, ND, režie Jaroslav Kvapil
- 1934 J. Hilbert: Sestra, Mery Levinová, Zemské divadlo v Brně
- 1934 Jiří Mahen: Janošík, Anka, Zemské divadlo v Brně
- 1934 bratři Mrštíkové: Maryša, Maryša, Zemské divadlo v Brně
- 1935 Karel Čapek: R.U.R., Helena, Zemské divadlo v Brně
- 1935 Karel Čapek: Loupežník, Lola, Zemské divadlo v Brně
- 1936 William Shakespeare: Kupec benátský, Portie, Zemské divadlo v Brně
- 1936 Frank Tetauer: Diagnosa, Marta, Zemské divadlo v Brně
- 1937 Karel Čapek: Bílá nemoc, Aneta , Zemské divadlo v Brně
- 1937 W. Shakespeare: Sen noci svatojánské,Titanie, Zemské divadlo v Brně
- 1938 Molière: Don Juan, Elvíra, Zemské divadlo v Brně
- 1938 W. Shakespeare: Jak se vám líbí, Rosalinda, Zemské divadlo v Brně
- 1939 Edmond Rostand: Cyrano z Bergeracu, Roxana, Zemské divadlo v Brně
- 1939 J. Vrchlický: Noc na Karlštejně, Eliška, Zemské divadlo v Brně
- 1939 W. Shakespeare: Zkrocení zlé ženy, Kateřina, Zemské divadlo v Brně
- 1940 František Kožík: Shakespeare, Anna Hathawayová, Zemské divadlo v Brně
- 1940 Jaroslav Vrchlický:  Hippodamie, Hippodamie, Zemské divadlo v Brně, režie Jan Škoda
- 1940 J. Bor, I. A. Gončarev:  Strž, Věra, Zemské divadlo v Brně , režie Jan Bor
- 1941 Miloš Hlávka: Benátská maškaráda, Beatrice, ND, režie Jiří Frejka
- 1941 Henrik Ibsen: Nápadníci trůnu, Sigrid, ND, režie Jan Bor
- 1941 E. Vachek: Prsten, Helena Plevovová, Prozatímní divadlo, režie Jiří Frejka
- 1941 D. C. Faltis: Veronika, Veronika, Prozatímní divadlo, režie J. Frejka
- 1941 Frank Tetauer: Zpovědník, Alena, Prozatímní divadlo, režie Aleš Podhorský
- 1942 G. Forzano: Průvan, Angelina, ND, režie Vojta Novák
- 1942 T. de Molina: Sokyně, Dona Angela, Prozatímní divadlo, režie A. Podhorský
- 1942 J. Bor: Zuzana Vojířová, Kateřina z Ludanic, ND, režie Jan Bor
- 1942 František Kožík: Meluzina, Ondřejka, Prozatímní divadlo, režie V. Novák
- 1942 G. Hauptmann: Před západem slunce, Pavla Klotylda Clausenová, ND, režie Karel Dostal
- 1943 bratři Mrštíkové: Maryša, Maryša, ND, režie A. Podhorský
- 1943 F. X. Svoboda: Na boušínské samotě, Růžena Strnadová, ND, režie V. Novák
- 1943 J. Nyírö: Řezbář Ukřižovaného, Anikó, ND, režie Karel Dostal
- 1943 Jaroslav Vrchlický: Soud lásky, Ysoarda z Ansoys, ND, režie K. Dostal
- 1943 M. Hlávka: Kavalír Páně, Marie Jana, Prozatímní divadlo, režie Jiří Frejka
- 1943 F. Grillparzer: Sen jako život, Mirza, Gülnara, ND, režie K. Dostal
- 1943 Josef Kajetán Tyl: Strakonický dudák aneb Hody divých žen, Lesana, ND, režie J. Frejka
- 1944 Stanislav Lom: Člověk Odysseus, Afrodita, Národní divadlo, režie J. Frejka
- 1944 Molière: Tartuffe, Elmíra, ND, režie K. Dostal
- 1944 Olga Barényiová: Zámek Miyajima, Lola, ND, režie A. Podhorský
- 1945 William Shakespeare: Večer tříkrálový, Marie, Stavovské divadlo, režie K. Dostal
- 1945 J. B. Priestley: Přišli k městu, Alena Fosterová, Stavovské divadlo, režie V. Novák
- 1946 J. Anouilh: Kruté štěstí, Tereza, Stavovské divadlo, režie Karel Dostal
- 1946 Z. Němeček: Penězokaz, Brigita, Stavovské divadlo, režie K. Dostal
- 1946 Ferdinand Peroutka: Oblak a valčík, Marie, Stavovské divadlo, režie K. Dostal
- 1946 Josef Čapek, Karel Čapek: Ze života hmyzu, Apatura Iris, ND, režie Jindřich Honzl
- 1947 T. Wilder: Jen o chlup, Sabina, Stavovské divadlo, režie Jiří Voskovec
- 1947 J. Anouilh: Pozvání na zámek, Slečna Capulatová, Stavovské divadlo, režie František Salzer
- 1947 William Shakespeare: Jak se vám líbí, Rosalinda, Stavovské divadlo, režie K. Dostal
- 1948 M. V. Kratochvíl: České jaro, Róza, Stavovské divadlo, režie A. Dvořák
- 1948 František Langer: Jiskra v popelu, Růžena, Stavovské divadlo, režie František Salzer
- 1948 F. Rachlík: Kulový král, Anka, Stavovské divadlo, režie F. Salzer
- 1948 bratři Mršíkové: Maryša, Maryša, ND, režie Jindřich Honzl
- 1949 Edmond Rostand: Cyrano z Bergeracu, Roxana, Tylovo divadlo, režie F. Salzer
- 1949 Jiří Mahen: Janošík, Cigánka, Národní divadlo, režie A. Dvořák, K. L. Zachar
- 1949 Alois Jirásek: Lucerna, Klásková, ND, režie Josef Pehr
- 1950 A. Jirásek: Jan Žižka, Kateřina, ND, režie Antonín Dvořák
- 1950 J. K. Tyl: Strakonický dudák, Rosana, Tylovo divadlo, režie F. Salzer
- 1950 A. N. Ostrovskij: Výnosné místo, Anna Pavlovna, Tylovo divadlo, režie Jan Škoda
- 1951 Ivan Olbracht, Eva Vrchlická: Anna proletářka, žena ministerského předsedy, Tylovo divadlo, režie Antonín Dvořák
- 1951 W. Shakespeare: Othello, Emilie, Tylovo divadlo, režie Jan Škoda
- 1951 A. P. Čechov: Višňový sad, Ljubov Andrejevna Raněvska, Tylovo divadlo, režie A. Dvořák
- 1952 A. Surov: Zelená ulice, Sofie Romanovna, Tylovo divadlo, režie F. Salzer
- 1952 K. A. Treňov: Ljubov Jarová, Pavla Petrovna Panovová, Tylovo divadlo, režie Antonín Dvořák
- 1952 A. N. Ostrovskij: Pozdní láska, Varvara Charitonovna Lebědkinová, Tylovo divadlo, režie F. Salzer
- 1953 Alois Jirásek: Samota, Ada, Tylovo divadlo, režie A. Dvořák
- 1953 O. Šafránek: Vlastenec, Kolárová, Tylovo divadlo, režie František Salzer
- 1953 J. K. Tyl: Jan Hus, Háta, Tylovo divadlo, režie A. Dvořák
- 1954 Frank Tetauer: Ideální manžel , Paní Cheveleyová, Tylovo divadlo, režie Otomar Krejča
- 1954 G. Zapolska: Morálka paní Dulské, Hanka, Tylovo divadlo, režie Miloš Nedbal
- 1954 W. Shakespeare: Benátský kupec, Porcie, Tylovo divadlo, režie F. Salzer
- 1955 J. Zeyer: Radúz a Mahulena, Královna Nyola, Smetanovo divadlo, režie F. Salzer
- 1956 Vítězslav Nezval: Dnes ještě zapadá slunce nad Atlantidou, Kleito, Tylovo divadlo, režie Alfréd Radok
- 1957 Nâzım Hikmet: Podivín, Nichal, Tylovo divadlo, režie Otomar Krejča
- 1957 L. Hellmanová: Podzimní zahrada, Konstancie Tuckermanová, Tylovo divadlo, režie Alfréd Radok
- 1957 Molière: Don Juan, Elvíra, Tylovo divadlo, režie Jaromír Pleskot
- 1958 František Hrubín: Srpnová neděle, Věra Mixová, Tylovo divadlo, režie Otomar Krejča
- 1958 J. K. Tyl: Strakonický dudák aneb Hody divých žen, Lesana, ND, režie O. Krejča
- 1959 William Shakespeare: Hamlet, Gertruda, ND, režie J.  Pleskot
- 1960 A. P. Čechov: Racek, Irina Nikolajevna Arkadinová, Tylovo divadlo, režie O. Krejča
- 1961 J. Honzl: Román lásky a cti, Sofie Podlipská, ND, režie Miloš Nedbal
- 1962 A. Dvořák: Božena Němcová bojující, Božena Němcová, ND, režie F. Salzer
- 1962 W. Shakespeare: Veselé windsorské paničky, Paní Hošková, Tylovo divadlo, režie J. Pleskot
- 1963 Sofokles: Oidipús vladař, Iokasté, Smetanovo divadlo, režie Miroslav Macháček
- 1963 W. Shakespeare: Sen noci svatojánské, Titanie, ND, režie Václav Špidla
- 1963 Jaroslav Průcha: Hrdinové okamžiku, Otilie Sklenářová-Malá, Tylovo divadlo, režie Jiří Dohnal
- 1963 W. Shakespeare: Romeo a Julie, Paní Kapuletová, ND, režie Otomar Krejča
- 1964 M. Frisch: Andorra, Seňora, Tylovo div., režie Jaromír Pleskot
- 1965 I. S. Turgeněv: Měsíc na vsi, Natalja Petrova, Tylovo divadlo, režie Rudolf Hrušínský
- 1965 J. Čapek, K. Čapek: Ze života hmyzu, Apatura Iris, Národní divadlo, režie Miroslav Macháček
- 1965 A. Miller: Po pádu, Matka, Tylovo divadlo, režie Vítězslav Vejražka, Karel Pech
- 1966 J. Giraudoux: Bláznivá ze Chaillot, Josefína, Bláznivá z Náměstí Svornosti, Tylovo divadlo, režie R. Hrušínský
- 1967 F. G. Lorca: Dům doni Bernardy, Bernarda, Tylovo divadlo, režie A. Radok
- 1967 A. P. Čechov: Višňový sad, Ljubov Andrejevna Raněvska, Tylovo divadlo, režie J. Pleskot
- 1969 Karel Čapek: Loupežník, Fanka, ND, režie Rudolf Hrušínský
- 1971 Carlo Goldoni: Vějíř, Geltruda, Tylovo divadlo, režie K. L. Zachar
- 1972 Richard Brinsley Sheridan: Škola pomluv, Lady Candourová, Tylovo divadlo, režie M. Macháček
- 1973 Maxim Gorkij: Děti slunce, Antonova, Národní divadlo, režie Jan Kačer
- 1974 István Örkény: Kočičí hra, Gizela, Tylovo divadlo, režie G. Székely
- 1974 E. Rostand: Cyrano z Bergeracu, Matka Markéta, Tylovo divadlo, režie Miroslav Macháček
- 1976 A. Mambetov, A. Nurpejisov: Po noci den, Stařena, Národní divadlo, režie A. Mambetov

## Gramofonové nahrávky
- 1942 D. C. Faltis – Veronika – scéna ze čtvrtého dějství, role Veroniky
- 1944 Moliere – Tartuffe – scéna Tartuffa, Elmíry a Organa, role Elmíry
- 1954 Edmond Rostand – Cyrano z Bergeracu – scény ze třetího dějství, role Roxany
- 1954 W. Shakespeare – Hamlet – Hamletův rozhovor s matkou (ze třetího dějství), role královny Gertrudy
- 1955 Božena Němcová – Babička – výběr z kapitol čte V. Fabianová
- 1957 A. N. Ostrovskij – Pozdní láska – výstup z druhého dějství, role Lebědkinové
- 1957 W. Shakespeare – Richard III. – první a druhý výstup, role kněžny Anny
- 1960 František Hrubín – Srpnová neděle – z prvního dějství, role Věry Mixové
- 1960 Marie Pujmanová – Život proti smrti – úryvek

## Rozhlas
- 1955 William Shakespeare: Veselé paničky windsorské - role: paní Hošková, režie: Josef Bezdíček

## Ocenění
- 1958 vyznamenání Za vynikající práci
- 1960 zasloužilá členka ND
- 1961 zasloužilá umělkyně